# Asrir
Asrir (franska: Asrir (CR), Asrir (Commune Rurale), arabiska: افركات) är en kommun i Marocko.   Den ligger i provinsen Guelmim och regionen Guelmim-Oued Noun, i den centrala delen av landet, 700 km sydväst om huvudstaden Rabat. Antalet invånare är 3 715.